# Orlando Emanuels

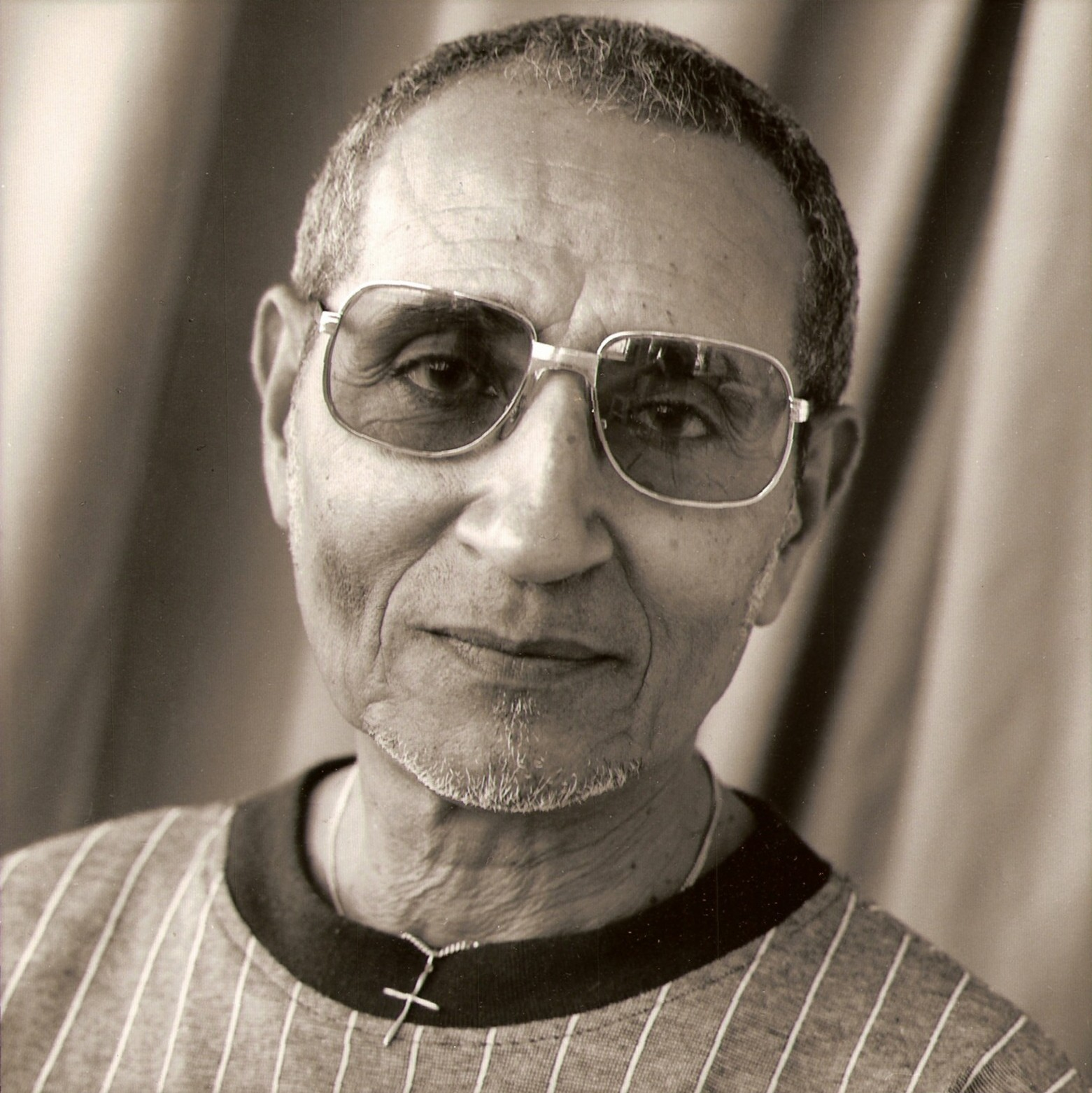
Orlando Emanuels in 1991. © Foto: Michel Szulc-Krzyzanowski

Orlando Emanuels (Paramaribo, 19 september 1927 - aldaar, 13 maart 2018) was een Surinaams dichter en winnaar van de Surinaamse Staatsprijs voor Literatuur. Hij schreef jarenlang onder het pseudoniem Orlando, hoewel hij voor zijn vroegste publicaties ook het pseudoniem Cyrano heeft gebruikt.

## Leven en werk
Orlando Emanuels werkte als voorlichter van De Surinaamsche Bank. Hij debuteerde in het tijdschrift Soela onder de schuilnaam Cyrano. Zijn eerste bundel verscheen in 1969 met nogal zwaar getoonzette kritisch-nationalistische poëzie, Onze misdaad van zwijgen. Hij bleef gedichten en proza publiceren in verspreide uitgaven. Beter dan in zijn eerste bundel is de balans in Getuige à decharge (1987), de eerste dichtbundel die ooit bij een Surinaamse uitgeverij verscheen (De Volksboekwinkel). Zijn poëzie is afwisselend Iyrisch-melancholisch en hard politiek-kritisch. Getuige à decharge vormde een doorbraak in het stilzwijgen van dichters in de eraan voorafgaande jaren.
Emanuels schreef voorts veel cabaretteksten en teksten voor kinderen, zoals de bundels versjes Popki patu 1 en 2 [Poppenkeuken] (1980) en de gedichten bij de kaartenset Het dierenalfabet (2007). Hij schreef verder onder meer het verhaal 'De bloemen zijn gek' in Nieuwe Surinaamse verhalen (1986), later opgenomen in Verhalen van Surinaamse schrijvers (1989) en ook gebracht als toneelmonoloog. Zijn verhalen werden gebundeld in Verhalen voor de grotere jeugd en anderen (1993) en De spookavond van vrouw Anna (2001). Met een van zijn liedtekstjes won hij in 1988 het Pikin poku-festival voor kinderliedjes.

## Over Orlando Emanuels
- Michiel van Kempen, Een geschiedenis van de Surinaamse literatuur. Breda: De Geus, 2003, deel II, pp. 836-839, 1194-1196.